# Varshons
Varshons är ett coveralbum av The Lemonheads, utgivet 2009.

## Låtlista
| Nr  | Titel                               | Låtskrivare                                               | Originalartist              | Längd |
| --- | ----------------------------------- | --------------------------------------------------------- | --------------------------- | ----- |
| 1.  | "I Just Can't Take It Anymore"      | Gram Parsons                                              | Gram Parsons                | 3:02  |
| 2.  | "Fragile"                           | Bruce Gilbert, Graham Lewis, Colin Newman, Robert Gotobed | Wire                        | 1:19  |
| 3.  | "Layin' Up With Linda"              | GG Allin                                                  | GG Allin                    | 2:17  |
| 4.  | "Waiting Around to Die"             | Townes Van Zandt                                          | Townes Van Zandt            | 2:22  |
| 5.  | "The Green Fuz"                     | Randy Alvey, Les Dale                                     | Randy Alvey & The Green Fuz | 2:48  |
| 6.  | "Yesterlove"                        | Ian Willis                                                | Sam Gopal                   | 4:30  |
| 7.  | "Dirty Robot"                       | Gerry Arling, Richard Cameron                             | Arling & Cameron            | 2:54  |
| 8.  | "New Mexico"                        | FuckEmos                                                  | FuckEmos                    | 3:41  |
| 9.  | "Dandelion Seeds"                   | July                                                      | July                        | 3:31  |
| 10. | "Hey, That's No Way to Say Goodbye" | Leonard Cohen                                             | Leonard Cohen               | 3:04  |
| 11. | "Beautiful"                         | Linda Perry                                               | Christina Aguilera          | 3:45  |
| 12. | "How Can We Hang On?" (bonuslåt)    | Tim Hardin                                                | Tim Hardin                  | 1:56  |